# Lj
LJ je 17. slovo hrvatske abecede. Označava palatalni lateralni aproksimant. Nastalo je udruživanjem slova l i j. Lj je jedan od tri digrama u hrvatskoj abecedi, uz dž i nj. 